# Paradelphomyia macracantha
Paradelphomyia macracantha là một loài ruồi trong họ Limoniidae. Chúng phân bố ở miền Cổ bắc.